# Love is a Many Splendored Thing
Love is a Many Splendored Thing was een Amerikaanse soapserie die op de CBS liep van 18 september 1967 tot 23 maart 1973. De serie was een spin-off van de film Love Is a Many-Splendored Thing uit 1955.